# فرانک هوی
فرانک هوی (انگلیسی: Frank Høj؛ زادهٔ ۴ ژانویهٔ ۱۹۷۳) دوچرخه‌سوار اهل دانمارک است.